# Densen Uta
Densen Uta (伝染歌) és una pel·lícula de terror japonesa de 2007, produïda per Shochiku Corporation i dirigida per Masato Harada.

## Argument
Anzu Natsuno, una estudiant d'una escola de secundària femenina, camina pel passadís quan li atrau una misteriosa melodia procedent de l'auditori. Allí, troba a la seua companya Kana cantant i, se suïcida davant ella. Dies després, Anzu és es troba amb Riku Nagase, columnista de la revista que està investigant la llegenda urbana sobre la Densen Uta, o cançó infecciosa, que fa que qui la canta se suïcide.
Amb la finalitat de verificar la llegenda urbana, Riku convenç a Anza i les seues amigues perquè canten la cançó, que assenteixen a contracor. Poc després, una per una, les xiques comença a morir.

## Repartiment
- Ryuhei Matsuda com Riku Nagase
- Yusuke Iseya com Taichi
- Hiroshi Abe com Jake
- Yoshino Kimura com Ranko Kaburagi
- Sayaka Akimoto com Akari Matsuda
- Haruna Kojima com Kiriko
- Atsuko Maeda com Kan